# サービト数
サービト数（サービトすう、英:Thabit number）とは、{\displaystyle 3\cdot 2^{n}-1}（nは自然数）の形の自然数のことである。第1種サービト数とも呼ばれる。
サービト数は小さい順に、
2, 5, 11, 23, 47, 95, 191, 383, 767, 1535, 3071, 6143, 12287, 24575, 49151, 98303, 196607, 393215, 786431, 1572863, ... (オンライン整数列大辞典の数列 A055010)
である。
9世紀の数学者、医者、天文学者、翻訳家である、サービトはサービト数と友愛数がどのように関係しているかを最初に研究した人物として知られている。

## 性質
サービト数（{\displaystyle 3\cdot 2^{n}-1}）を2進数で表すと{\displaystyle n+2}桁の長さになり、10と{\displaystyle n}個の1で構成される。
サービト数のうち、素数であるものはサービト素数と呼ばれる。サービト素数は小さい順に、
2, 5, 11, 23, 47, 191, 383, 6143, 786431, 51539607551, 824633720831, ... (オンライン整数列大辞典の数列 A007505)
である。
2023年10月現在、サービト数のうち、素数であるものは68個知られている。その数の{\displaystyle n}は小さい順に、
0, 1, 2, 3, 4, 6, 7, 11, 18, 34, 38, 43, 55, 64, 76, 94, 103, 143, 206, 216, 306, 324, 391, 458, 470, 827, 1274, 3276, 4204, 5134, 7559, 12676, 14898, 18123, 18819, 25690, 26459, 41628, 51387, 71783, 80330, 85687, 88171, 97063, 123630, 155930, 164987, 234760, 414840, 584995, 702038, 727699, 992700, 1201046, 1232255, 2312734, 3136255, 4235414, 6090515, 11484018, 11731850, 11895718,  16819291, 17748034, 18196595, 18924988, 20928756, 22103376, ... (オンライン整数列大辞典の数列 A002235)
である。
234760 ≤ n ≤ 3136255 の範囲にあるサービト素数は分散コンピューティングプロジェクトである「321 search」によって見つかった。
2008年、PrimeGridはサービト素数の探索を引き継いだ。このプロジェクトは現在も探索を続けていて、n ≥ 4235414のすべての既知のサービト素数をすでに発見した。また、{\displaystyle 3\cdot 2^{n}+1}の形の素数の探索も行っている。この形の素数は「第2種サービト素数」と呼ばれる。
第2種サービト数は小さい順に、
4, 7, 13, 25, 49, 97, 193, 385, 769, 1537, 3073, 6145, 12289, 24577, 49153, 98305, 196609, 393217, 786433, 1572865, ... (オンライン整数列大辞典の数列 A181565)
である。
また、第2種サービト素数は小さい順に、
7, 13, 97, 193, 769, 12289, 786433, 3221225473, 206158430209, 6597069766657, 221360928884514619393, ... (オンライン整数列大辞典の数列 A039687)
第2種サービト素数に対応する{\displaystyle n}は小さい順に、
1, 2, 5, 6, 8, 12, 18, 30, 36, 41, 66, 189, 201, 209, 276, 353, 408, 438, 534, 2208, 2816, 3168, 3189, 3912, 20909, 34350, 42294, 42665, 44685, 48150, 54792, 55182, 59973, 80190, 157169, 213321, 303093, 362765, 382449, 709968, 801978, 916773, 1832496, 2145353, 2291610, 2478785, 5082306, 7033641, 10829346, 16408818, ... オンライン整数列大辞典の数列 A002253
である。

## 友愛数との関係
{\displaystyle n}と{\displaystyle n-1}の両方が第1種サービト素数であり、さらに{\displaystyle 9\cdot 2^{2n-1}-1}も素数である場合、次のように友愛数のペアを計算することができる。
{\displaystyle 2^{n}(3\cdot 2^{n-1}-1)(3\cdot 2^{n}-1)} と {\displaystyle 2^{n}(9\cdot 2^{2n-1}-1).}

これらの条件を満たす{\displaystyle n}の値は2,4,7であり、それぞれに対応するサービト素数は、{\displaystyle n}のときに、11,47,383、{\displaystyle n-1}のときに5,23,191になり、3番目の数は71,1151,73727になる。(対応する友愛数のペアは(220, 284), (17296, 18416),(9363584, 9437056)。)

## 一般化
整数{\displaystyle b\geq 2}に対して、サービト数は次のようになる。
{\displaystyle (b+1)\cdot b^{n}-1}（nは自然数）
また、整数{\displaystyle b\geq 2}に対して第2種サービト数は次のようになる。
{\displaystyle (b+1)\cdot b^{n}+1}（nは自然数）